# Aneuk Galong Titi
Aneuk Galong Titi is een bestuurslaag in het regentschap Aceh Besar van de provincie Atjeh, Indonesië. Aneuk Galong Titi telt 586 inwoners (volkstelling 2010).